# Otherside
Singles de Red Hot Chili Peppers
Around the World
(1999) Californication
(1999)
Otherside est une chanson des Red Hot Chili Peppers. Sorti en 1999, c'est le troisième single extrait de l'album Californication. La chanson évoque le combat d'ex-héroïnomanes contre leurs vieux démons tout en pensant à leurs amis perdus à cause de la drogue.

## Autour du clip
Le clip, créé par Jonathan Dayton et sa femme Valerie Faris, est tourné en noir et blanc dans un style gothique similaire au film Metropolis de Fritz Lang et très influencé par l'expressionnisme allemand.
L'effet est surréaliste. Une histoire en dessin animé, présentant le rêve nerveux d'un jeune homme, est juxtaposée à la chanson. Les membres du groupe apparaissent dans des lieux insolites et avec des instruments étranges : Anthony Kiedis avec des cheveux couleur platine dans la tour d'un château, John Frusciante joue avec une corde comme s'il s'agissait d'une guitare, Flea est suspendu à des fils de téléphones et joue avec eux comme si c'était une basse et Chad Smith se trouve au sommet d'une tour médiévale qui lui sert de batterie.
Les réalisateurs du clip ne sont pas d'accord à propos de leurs sources d'inspiration pour la création de ce clip. Jonathan Dayton a déclaré : "Nous avons beaucoup regardé le film Le Cabinet du docteur Caligari et beaucoup d'autres films expressionnistes allemands. Mais il était également très important d'éviter Caligari. C'était à la fois de l'inspiration et quelque chose autour duquel il nous fallait travailler tellement le style était fort et spécifique, et il y avait eu d'autres clips qui l'avaient complètement détourné." Sa femme, Valerie Faris, déclara quant à elle : "Nous n'avons pas regardé Caligari plus que cela, vraiment. Nous l'avons fait, mais ensuite nous l'avons laissé de côté. Nous avons regardé de nombreux travaux d'artistes futuristes des années 1930, et des illustrations de surréalistes et de cubistes. Nous étions plus inspirés par les peintures que par les films..."

## Autour du titre
Le mot otherside (que l'on pourrait traduire par "autre côté") peut faire référence à l'au-delà, le monde après la mort mais il peut aussi se référer à un nouveau mode de vie sain après une longue période de toxicomanie. D'anciens toxicomanes qui sont passés par une cure de désintoxication parlent véritablement d'Otherside en anglais.
Au début de la chanson, Kiedis évoque un ami qu'il "entend" en regardant une photo (I heard your voice through a photograph), il s'agit sans doute d'Hillel Slovak, ancien ami de Kiedis et cofondateur du groupe disparu en 1988 à cause d'une overdose d'héroïne. La chanson atteint son apogée lorsque Kiedis se met à parler de ses propres problèmes avec la drogue (It's not my friend / I tear it down I tear it down / And then it's born again). Il parle ainsi des difficultés à ne pas replonger dans la drogue après la désintoxication.